# Сунсянь
Сунся́нь (кит. упр. 嵩县, пиньинь Sōng xiàn) — уезд городского округа Лоян провинции Хэнань (КНР). Название уезда происходит от находящейся на его территории горы Суншань.

## История
При империи Хань здесь был образован уезд Лухунь (陆浑县). В эпоху Пяти династий и десяти царств уезд Лухунь был присоединён к уезду Иян (伊阳县). При империи Сун уезд в 1139 году был повышен в ранге, став областью Шуньчжоу (顺州). После того, как эти места вошли в состав чжурчжэньской империи Цзинь, область Шуньчжоу была переименована в Сунчжоу (嵩州). После образования империи Мин область была в 1369 году понижена в ранге — так появился уезд Сунсянь.
В 1949 году был образован Специальный район Лоян (洛阳专区), и уезд вошёл в его состав. В 1960 году к уезду Сунсянь был присоединён уезд Луаньчуань, но в 1961 году он был воссоздан. В 1969 году Специальный район Лоян был переименован в Округ Лоян (洛阳地区). В 1986 году округ Лоян был расформирован, и уезд вошёл в состав городского округа Лоян.

## Административное деление
Уезд делится на 9 посёлков и 7 волостей.